# SWEA

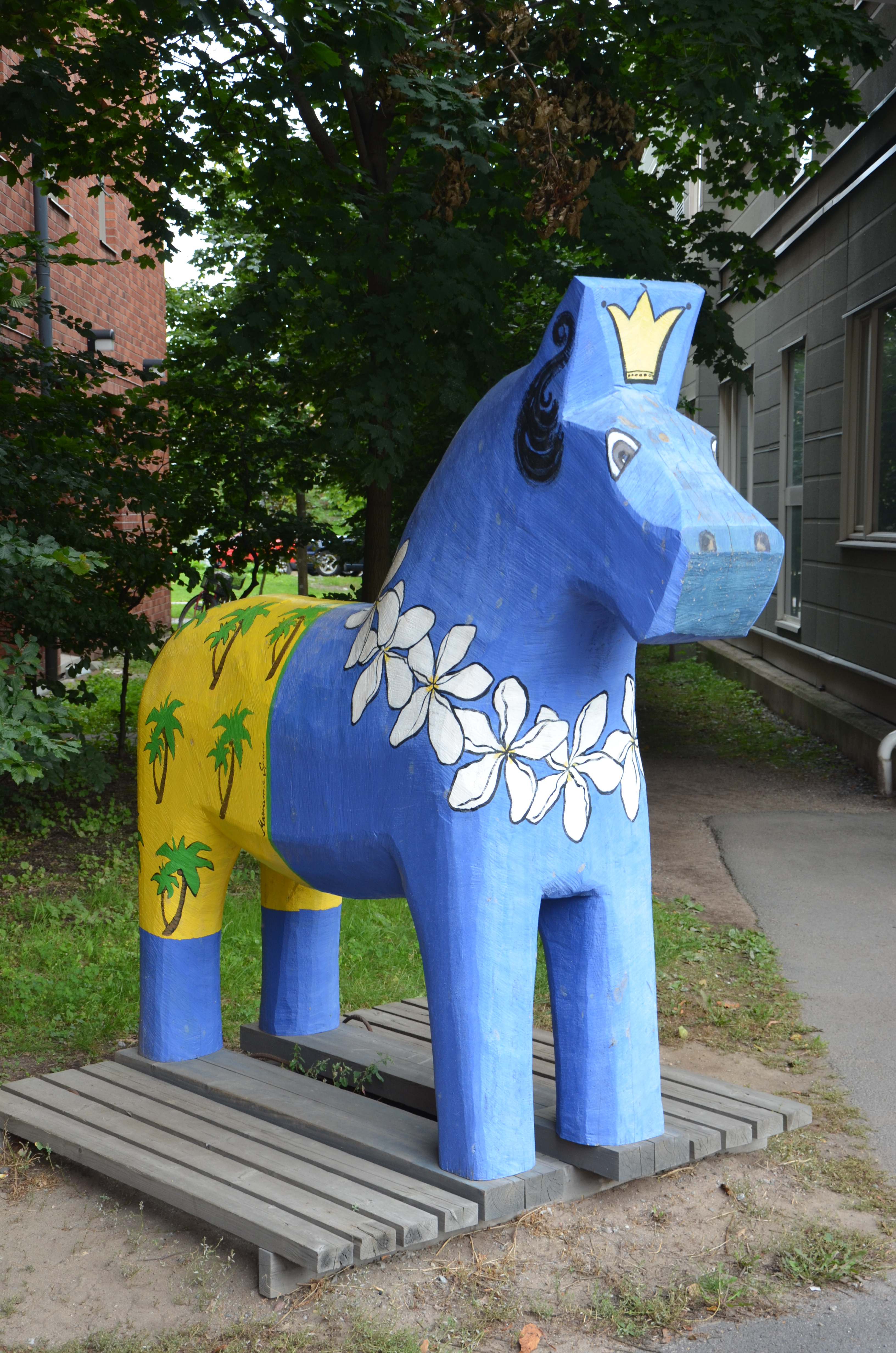
Swea Hawaii, en av 14 jubileumsdalahästskulpturer från 2004, numera vid Astrid Lindgrens barnsjukhus i Solna, av Torbjörn Lindgren med målningar av Marianne Sparre-Snelling

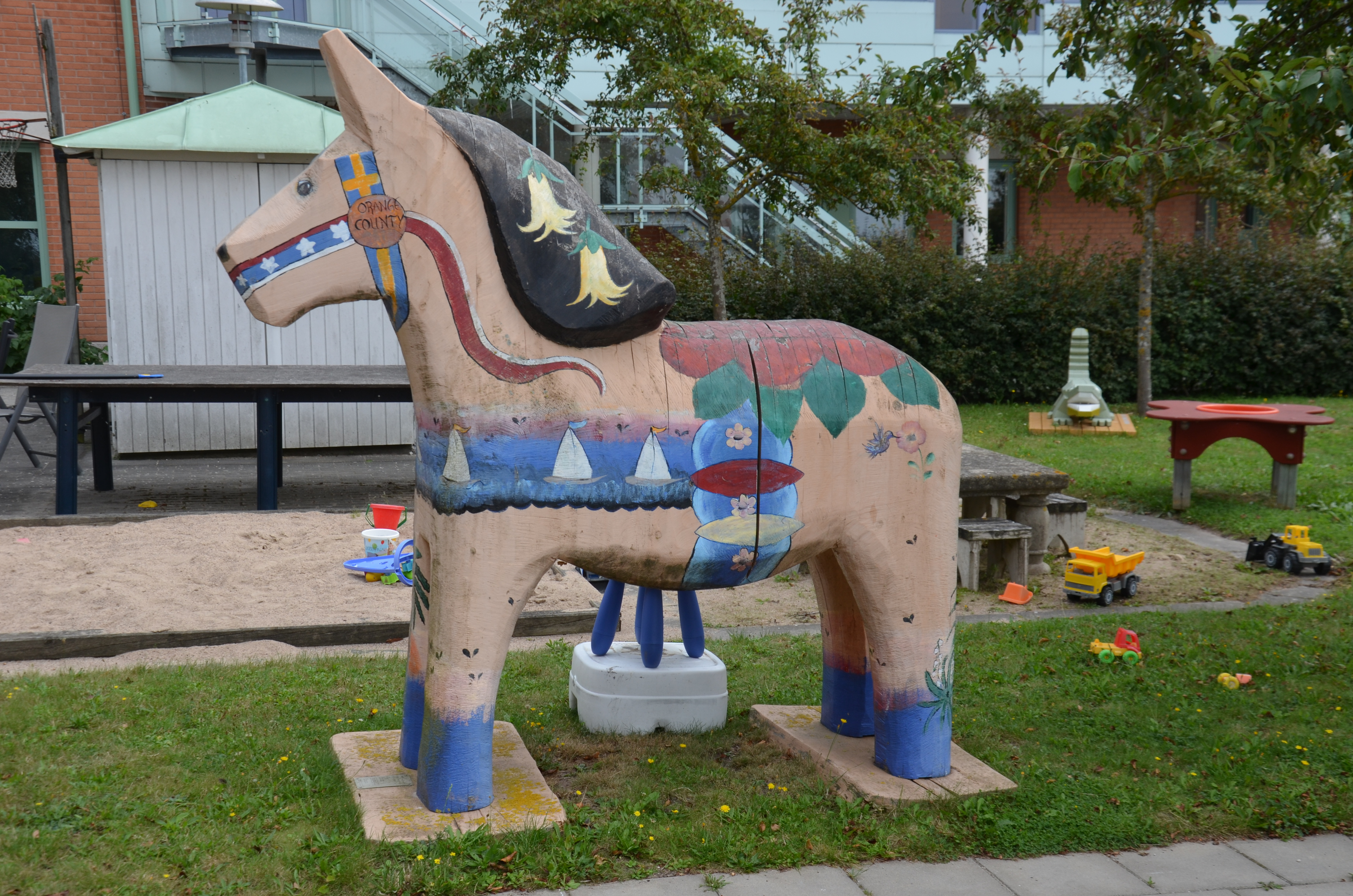
Swea Orange County och San Diego, utanför barnkliniken på Visby lasarett med målningar av Mai Loken

SWEA, Swedish Women's Educational Association, formellt SWEA International, Inc., är en global ideell förening, politiskt och religiöst obunden, och ett nätverk för svenskor och svensktalande kvinnor som är eller har varit bosatta utomlands.

## Organisation
SWEA International är den största ideella Sverigefrämjande organisationen utanför Sverige med syfte att främja det svenska språket samt sprida svensk kultur och tradition. Organisationen är representerad på många platser i världen och spelar en viktig roll i svenska Utrikesdepartementets krisberedskapsplan.
SWEA International delar varje år ut följande stipendier à 15 000 USD:
- Stipendiet för forskning i svenska språket, litteraturen och samhället[1]
- Agneta och Gunnar Nilssons Stipendium för studier av interkulturella relationer[2]
- Sigrid Paskells stipendium i scenkonsterna[3]

Dessutom utser SWEA International varje år Årets Svenska Kvinna (ÅSK).
SWEA Internationals avdelningar donerar och ger ut stipendier lokalt i världen för ca 2 miljoner svenska kronor per år.
SWEA International har cirka 6 000 kvinnor som medlemmar i ett 70-tal lokala avdelningar i ett 30-tal länder på fem kontinenter.  Föreningen ger stöd vid utflyttning, flytt mellan länder samt välkomnar och stöttar vid återkomst till Sverige.
Sedan 2024 är Charlotte Rigby Fors ordförande för SWEA International.

## Historik
Föreningen grundades i Los Angeles 1979 av Agneta Nilsson. Prinsessan Christina fru Magnuson är föreningens hedersordförande.

## Årets Svenska Kvinna
Sedan 1989 utser SWEA International Årets Svenska Kvinna (ÅSK). Pristagaren utses på årsmötet under våren och utdelningen sker under den årliga "Sverigemiddagen" som någon av de svenska avdelningarna arrangerar varje sommar. Mottagaren skall vara en svensk kvinna som på ett utmärkande sätt representerar och lyfter fram Sverige av idag ute i världen.
Följande kvinnor har tilldelats utmärkelsen:

- 1989: Ulla Wachtmeister
- 1990: Birgitta Wistrand
- 1991, 1992: ej utdelat
- 1993: Anne-Marie De Geer och Ingrid Croneborg-Bergman
- 1994: Lise-Lotte Lybeck-Erixon
- 1995: Ingrid Karlsson
- 1996: ej utdelat
- 1997: Ulla-Brita Palm
- 1998: Dorothea Rosenblad
- 1999: Kerstin Nordquist-Lane
- 2000: Maria Nyström Reuterswärd
- 2001: Drottning Silvia
- 2002: Eva Olofsson
- 2003: Ewa Kumlin
- 2004: Barbro Sachs-Osher
- 2005: Ingrid le Roux
- 2006: Tina Nordström
- 2007: Marianne Forssblad
- 2008: Inger Schuberth
- 2009: Agneta Nilsson, grundaren av SWEA[10]
- 2010: Kjerstin Dellert
- 2011: Christina Lampe Önnerud
- 2012: Filippa Knutsson
- 2013: Mona Henning
- 2014: Nina Stemme
- 2015: Petra Wadström
- 2016: Maria Strømme
- 2017: Nikoo Bazsefidpay
- 2018: Ulrica Hydman Vallien
- 2019: Greta Thunberg[11]
- 2020: Pia Sundhage
- 2021: Kronprinsessan Victoria
- 2022: delades inte ut
- 2023: Anne-Marie Eklund Löwinder